# Thập niên 250 TCN
Thập niên 250 TCN hay thập kỷ 250 TCN chỉ đến những năm từ 250 TCN đến 259 TCN.